# Euclea dewinteri
Euclea dewinteri là một loài thực vật có hoa trong họ Thị. Loài này được Retief mô tả khoa học đầu tiên năm 1986.